# 民治路 (茄萣區)
民治路（Minzhi Rd.）為高雄市茄萣區的海岸市郊主要幹道，本道路呈東西向，地理位置接近台灣海峽，全線編號台17線。西起濱海路一段路口，前端銜接北上至台南市。東止於民生路口，續行茄萣橋接正大路至情人碼頭、湖內區。是北高雄沿海地區往來台南市重要的濱海公路路段之一。

## 行經行政區域
- 茄萣區

## 沿線設施
（由西至東）
- 7-Eleven興達港門市
- 興達港福音基督教會
- 全家便利商店茄萣興達店
- 高雄市茄萣區興達國小 （页面存档备份，存于）暨附設幼稚園
- 郭常喜兵器藝術文物館（民生路226號）
- 茄萣橋

## 公車資訊
- 府城客運
  - 1：臺南車站－茄萣
- 四方客運
  - 77-2：安平漁人碼頭－興達港觀光魚市（例假日行駛，免費搭乘）
- 高雄客運
  - 8043：高雄車站－台17線－茄萣站
- 港都客運
  - 紅71A、B：捷運南岡山站－岡山轉運站（岡山車站）－茄萣區公所（A路線自東方路口逆時針方向行駛；B路線自東方設計學院順時針方向行駛。並由大湖車站接回原線。）

## 公共自行車
- 高雄市公共自行車租賃系統：
  - 興達國小：民治路2號(前人行道)